# Vetrovnik
Vetrni tunel, tudi aerodinamični tunel, je naprava, ki se uporablja za preučevanje toka zraka okoli objektov - aerodinamike. Vetrni tuneli so dolge cevi, po navadi okrogle ali kvadratne oblike. Preučevani model je v sredini in je po navadi fiksno nameščen na merilne naprave. Pretok zraka zagotavlja močan ventilator, uporablja se tudi usmernike, ki zmanjšajo vrtinčenje ventilatorja in naredijo karseda enakomeren zračni tok. Včasih zraku dodajo trdne delce (dim), da se bolje vidi, kako zrak obteka objekt. Večinoma se uporabljajo za aerodinamično preučevanje vozil, pa tudi za stacionarne objekte, kot so nebotičniki in mostovi.
Prvi vetrni tunel je bil izumljen leta 1871. Med 2. svetovno vojno so zgradili več velikih vetrnih tunelov. Med hladno vojno so bili zelo pomembni za razvoj nadzvočnih letal in raket. Redko se testira letala v pravi velikosti, ker so taki tuneli zelo veliki in dragi za upravljanje. Nadzvočni tuneli so sicer možni, vendar niso praktični, saj potrebujejo ogromne količine zraka, tudi pri samo kratkem testu. Razvoj računalniških modelov CFD (Computational fluid dynamics - računalniška dinamika tekočin) je zelo zmanjšal potrebo bo vetrnih tunelih. V Sloveniji ima Fakulteta za strojništvo v Ljubljani manjši vetrni tunel.
Pred pojavom vetrnih tunelov so zrakoplove testirali tako, da so jih premikali skozi zrak. V vetrnem tunelu se doseže iste rezultate, če je objekt fiksen in ga obteka zrak - tako ni potrebno testiranje v letu.
Pozneje so jih začeli uporabljati tudi na avtomobilih, ne toliko za ugotovljanje aerodinamične sile per se, ki ni tako pomembna pri krmiljenju avtomobila kot pri letalu. Razlog je bil zmanjševanje zračnega upora in s tem porabe goriva.